# Maria Valéria da Áustria
Maria Valéria Matilda Amália da Áustria (em alemão:  Marie Valerie Mathilde Amalie von Österreich; Buda, 22 de abril de 1868 — 6 de setembro de 1924), arquiduquesa da Áustria, foi a terceira filha do imperador Francisco José I e de sua esposa, a imperatriz "Sissi".

## Primeiros anos

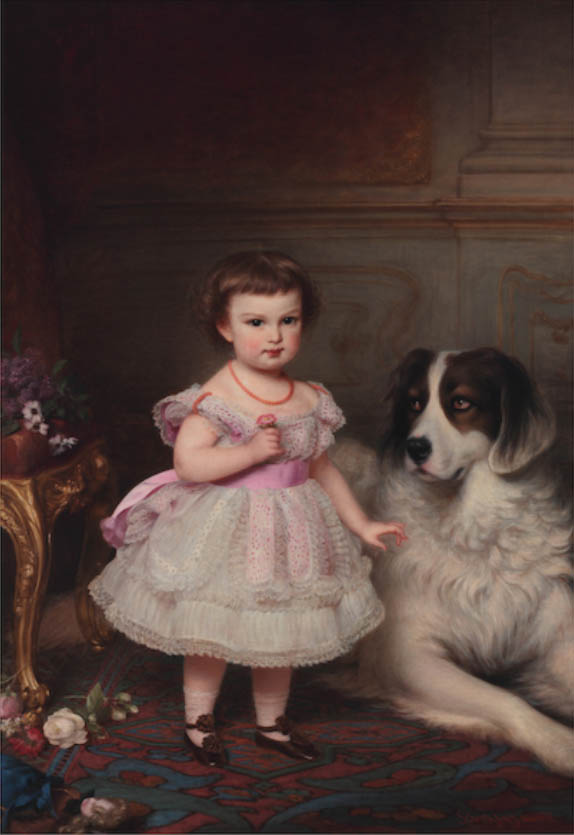
Maria Valéria em 1870 por Fraz Schrotzberg.

A Princesa Maria Valéria nasceu em Often (Buda), na Hungria. A Imperatriz Isabel era especialmente ligada a Valéria que nasceu dez anos depois do terceiro filho do casal e que, ao contrário dos outros três que lhe foram retirados pela sua sogra, a Arquiduquesa Sofia, teve permissão para criar sózinha. Sofia escreveu à mãe de Isabel, Ludovica, que: "A Sissi está completamente absorvida pelo amor e carinho que demonstra perante este pequeno anjo irresistível."
Ela era de longe a criança preferida de Isabel. Como era a favorita, os cortesãos a chamavam de "Die Einzige", ou "A Filha Única". Valéria adorava a sua mãe, mas de acordo com os seus diários, sentia-se muitas vezes envergonhada e oprimida pela atenção que Isabel depositava em si, principalmente por ser ela própria de uma natureza prática e modesta.
Outro dos nomes atribuídos a Valéria era o de "Criança Húngara", uma vez que o seu nascimento tinha sido uma concessão dada pela Imperatriz Isabel, que detestava gravidezes e intimidades físicas, ao seu marido em troca da sua reconciliação com a Hungria, a sua parte favorita do Império. Este processo culminou na sua coroação conjunta, em Budapeste, no dia 8 de Junho de 1867 como Rei e Rainha da Hungria. Valéria nasceu pouco mais de nove meses depois disso.
Isabel também escolheu deliberadamente a Hungria para ver a sua filha nascer. Tinham passado séculos desde que um membro da realeza lá tinha nascido. Se Valéria tivesse sido um rapaz, o seu nome teria sido Estêvão em honra do rei canonizado e padroeiro da Hungria. Segundo a historiadora Brigitte Hamann, um rapaz nascido do rei e da rainha da Hungria num castelo em Budapeste teria criado a possibilidade de coroá-lo um dia como rei, separando a Hungria do Império austríaco. Por isso houve alívio geral em Viena quando Valéria nasceu.
Apareceram rumores maliciosos afirmando que Valéria não era filha de Francisco José, mas sim do amigo e admirador da mãe, Gyula Andrássy, o primeiro-ministro húngaro. Estes rumores persistiram durante toda a infância de Valéria, magoando-a profundamente. Contudo ela parecia-se mais com Francisco José do que qualquer dos seus irmãos, ainda mais quando era mais velha e os rumores acabaram por desaparecer. Devido à atmosfera que criaram, Valéria acabou por desenvolver uma antipatia por tudo que fosse húngaro e que duraria por toda a sua vida. Este sentimento foi exacerbado pelo facto de Sissi insistir em falar com ela apenas em húngaro. Ela ficava feliz quando podia falar Alemão com o seu pai que idolatrava. Além destas duas línguas falava também Inglês, Francês e Italiano e adorava escrever peças e poemas, sendo também uma pintora amadora de talento, preferindo pintar flores. Era uma grande apoiante do Burgtheater em Viena e estava presenta nas suas produções sempre que possível.

## Casamento

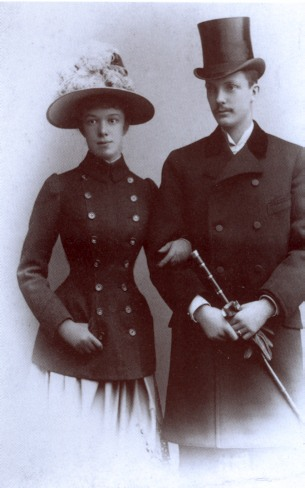
Maria Valéria e Francisco Salvador.

No dia 31 de Julho de 1890, em Ischl, Valéria casou-se com o seu primo chegado, o Arquiduque Francisco Salvador. Eles tinham-se conhecido em 1886 num baile, mas Valéria esperou vários anos até ter a certeza que o que sentia pelo seu primo era forte o suficiente para um casamento de sucesso. Muitos esperavam que ela se casasse com alguém como o Príncipe-herdeiro da Saxónia ou o Duque de Bragança e chegou também a estar nos interesses do Príncipe Afonso da Baviera, mas a Imperatriz Isabel declarou que Valéria teria permissão para se casar até com um limpador de chaminés se o seu coração assim o decidisse (ao contrário dos seus irmãos que foram forçados a contrair matrimónios dinásticos). Valéria escolheu Francisco Salvador por amor. Ele era um príncipe relativamente menor do ramo toscano da família austríaca que não tinha grande riqueza para oferecer e Isabel, como prometido, apoiou a sua filha preferida. Isto causou uma zanga entre Valéria e os seus irmãos, mas com o tempo Rudolfo reconciliou-se com ela e esteve presente na festa de noivado dela no Natal de 1888.
A renunciação solene dos seus direitos ao trono austríaco, algo necessário para que ela pudesse contrair matrimónio, ocorreu no dia 16 de Julho de 1890 em Hermesvilla. A festa de casamento do jovem casal celebrou-se logo de seguida na igreja paroquial de Ischl no dia 31. A cerimónia foi realizada pelo Bispo de Linz, Franz Maria Doppelbauer. A lua-de-mel foi passada entre a Itália, a Suíça e a Baviera.

## Filhos
Maria Valéria e Salvador tiveram dez filhos:
| Nome                         | Nascimento              | Morte                  | Observações                                                                                                 |
| ---------------------------- | ----------------------- | ---------------------- | --- |
| Isabel Francisca da Áustria  | 27 de janeiro de 1892   | 29 de janeiro de 1930  | casada com Georg Graf von Waldburg zu Zeil und Hohenems; com descendência.                                  |
| Francisco Carlos da Áustria  | 17 de fevereiro de 1893 | 10 de dezembro de 1918 | morto durante a Primeira Guerra Mundial devido a um surto de gripe espanhola aos 25 anos; sem descendência. |
| Humberto Salvador da Áustria | 30 de abril de 1894     | 24 de março de 1971    | casado com a Princesa Rosário de Salm-Salm; com descendência.                                               |
| Hedwig da Áustria            | 24 de setembro de 1896  | 1 de novembro de 1970  | casada com Bernhard Graf zu Stolberg-Stolberg; com descendência.                                            |
| Teodoro Salvador da Áustria  | 9 de outubro de 1899    | 8 de abril de 1978     | casado com Maria Theresa Gräfin von Waldburg zu Zeil und Trauchburg; com descendência.                      |
| Gertrudes Maria da Áustria   | 19 de novembro de 1900  | 20 de dezembro de 1962 | casada com Georg Graf von Waldburg zu Zeil und Trauchburg; com descendência.                                |
| Maria Isabel da Áustria      | 19 de novembro de 1901  | 29 de dezembro de 1936 | não se casou nem teve filhos.                                                                               |
| Clemente Salvador da Áustria | 6 de outubro de 1904    | 20 de agosto de 1974   | casado com Elisabeth Gräfin Rességuier de Miremont; com descendência.                                       |
| Matilde da Áustria           | 9 de agosto de 1906     | 18 de outubro de 1991  | casada com Ernst Hefel; sem descendência.                                                                   |
| Fernando Salvador da Áustria | 26 de junho de 1911     | 26 de junho de 1911    | viveu apenas 8 horas; sem descendência.                                                                     |

## Últimos anos

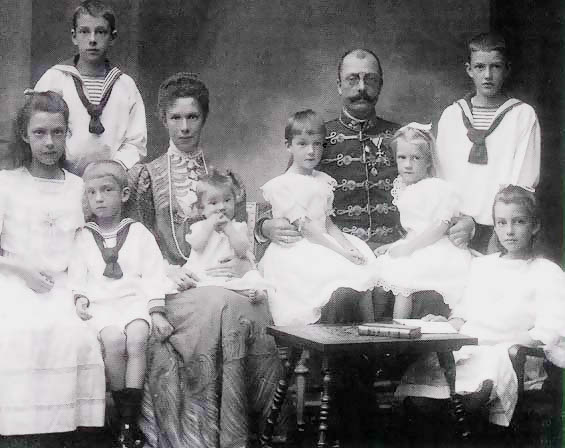
Maria Valéria com o marido e os filhos

Inicialmente Valéria e Francisco viveram no Palácio de Lichtenegg. No dia 11 de junho de 1895 o casal comprou o Palácio de Wallsee no Rio Danúbio, ao seu dono, o Duque Alfredo de Saxe-Coburgo e Gota e renovaram-no completamente. Quando a renovação ficou completa foi realizada uma cerimónia para marcar a ocasião no dia 4 de Setembro de 1897. Houve uma grande celebração em Wallsee devido à popularidade de Valéria.
Ela era conhecida pelo seu envolvimento generoso em instituições de caridade locais. Em 1900 tornou-se patrocinadora da Cruz Vermelha, fundando vários hospitais e juntando grandes quantidades de dinheiro. Durante a Primeira Guerra Mundial Valéria criou barricadas de hospitais no interior do seu castelo e ajudou a cuidar dos feridos. Era uma católica devota e passava também muito do seu tempo a ajudar instituições de caridade religiosas, sendo conhecida pelas pessoas por "Anjo de Waldsee". Era também uma dama da Ordem da Estrela Cruzada.
Valéria foi muito afectada pelo suicido do seu irmão Rudolfo no dia 30 de Janeiro de 1889 e pelo assassinato da sua mãe em Setembro de 1898. Ela e a sua irmã Gisela foram um grande apoio para o pai no período que se seguiu a estas tragédias.
Embora o casamento de Valéria e Francisco fosse harmonioso no início, começou a tornar-se mais turbulento com o tempo. Francisco teve vários casos, incluindo um com a Princesa Stephanie von Hohenlohe, mais tarde conhecida como a "Princesa Espia de Hitler" devido às actividades de espionagem antes e durante a Segunda Guerra Mundial. Em 1914 teve um filho dele, Francisco José que Francisco Salvador reconheceu como seu enquanto Valéria ainda estava viva. Valéria enfrentou estes golpes estoicamente, falando deles apenas nos seus diários.
Depois da Primeira Guerra Mundial, Valéria reconheceu oficialmente o fim da dinastia de Habsburgo na monarquia e assinou o documento renunciando a todos os títulos em seu nome e dos seus descendentes. A renunciação permitiu que mantivesse a sua casa e posses.

## Morte
Valéria morreu no Palácio de Wallsee no dia 6 de Setembro de 1924 devido a um linfoma. Pouco antes da sua morte, a sua irmã Gisela escreveu numa carta: "Tenho de acrescentar que vi a Valéria: completamente acordada, completamente consciente da sua condição e tão devota a aceitá-la, até feliz ao aceitar a sua partida iminente, que acredito que uma recuperação inesperada na verdade a ia desapontar." Está enterrada na cripta atrás do grande altar da igreja paroquial de Sindelburg, Áustria. Várias pessoas seguiram o caixão até ao seu local de repouso.
No dia 28 de Abril de 1934, dez anos depois da morte de Valéria, Francisco voltou a casar-se, desta vez com a Baronesa Melanie von Riesenfels.
Francisco Salvador morreu no dia 20 de abril de 1939 em Viena.
A ponte Mária Valéria que junta Esztergom na Hungria a Štúrovo, na Eslováquia, aberta em 1895 recebeu o nome em sua honra.